# Parexocoetus hillianus
Parexocoetus hillianus is een straalvinnige vissensoort uit de familie van vliegende vissen (Exocoetidae). De wetenschappelijke naam van de soort is voor het eerst geldig gepubliceerd in 1851 door Gosse.